# سیامک سرلک
سیامک سرلک (زاده ۱۷ شهریور ۱۳۶۲ در بندرعباس) بازیکن فوتبال اهل ایران است.
وی سابقه بازی در باشگاه‌های فولاد خوزستان و داماش گیلان را دارد، سرلک در نیم فصل لیگ یازدهم (۱۳۹۰) به تیم تراکتورسازی تبریز پیوست و در پایان فصل از این تیم جدا شد.
وی در سال فصل ۹۲-۱۳۹۱ به گهر زاگرس پیوست و سپس به نفت آبادان پیوست.

## افتخارات
باشگاهی
- قهرمانی با فولاد خوزستان در لیگ چهارم
- نائب قهرمانی لیگ برتر فوتبال ایران ۹۱-۹۰ به همراه باشگاه تراکتورسازی تبریز